# Autobusy miejskie w Poznaniu
Autobusy miejskie w Poznaniu – jeden z najstarszych systemów autobusowych w Polsce. Uruchomiony został w 1925 roku.

## Historia

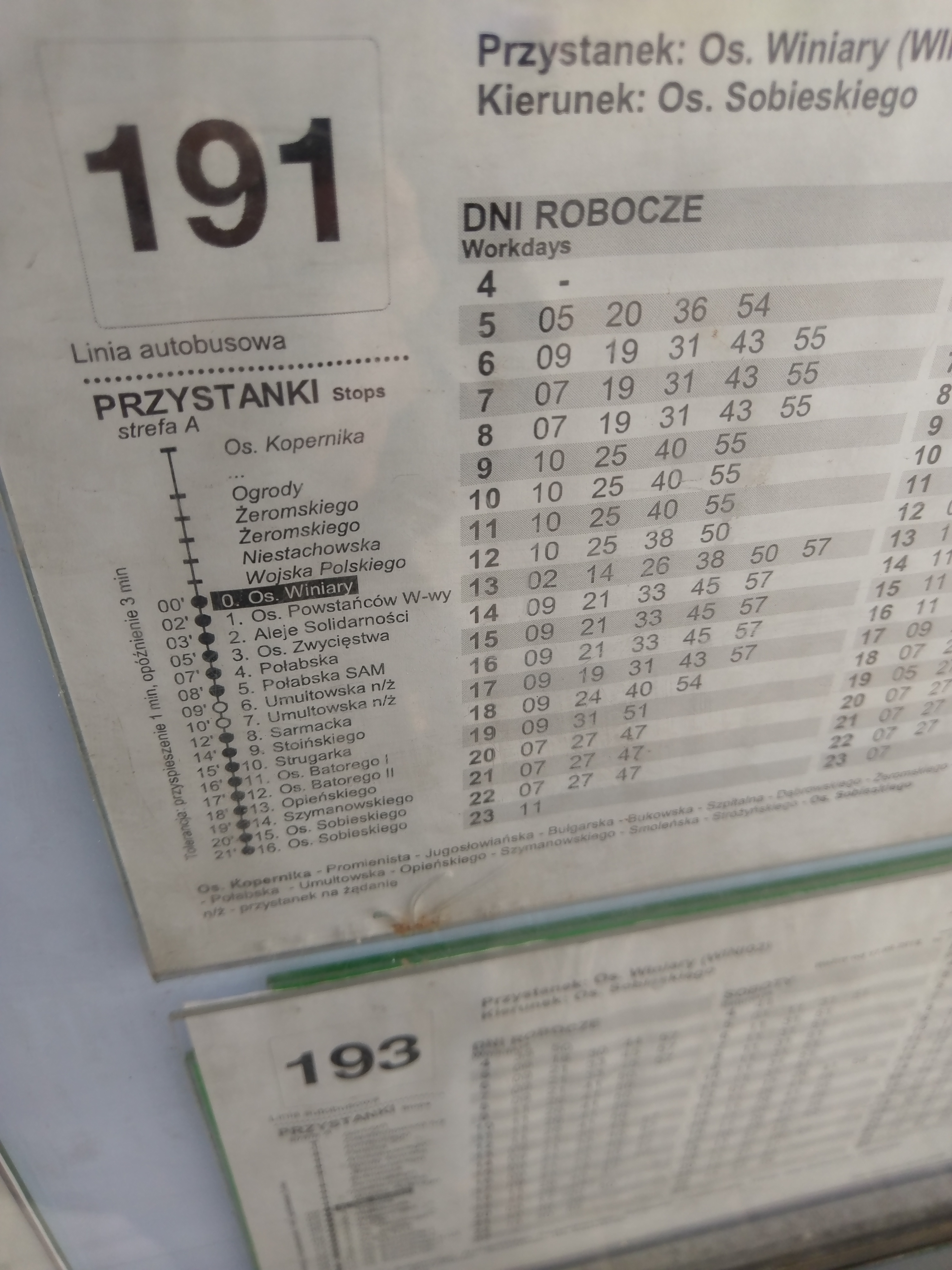
Rozkład jazdy po reformie numeracji – dawne linie 91 i 93

Poznańskie autobusy należą do Miejskiego Przedsiębiorstwa Komunikacyjnego Sp. z o.o., które wspólnie z przewoźnikami z gmin ościennych obsługuje linie miejskie i podmiejskie na zlecenie ZTM Poznań. Wyjątek stanowi tu Komunikacja miejska w Swarzędzu.
Komunikację autobusową w Poznaniu uruchomiono 1 listopada 1925 roku, choć od 1922 roku koncesję na przewozy posiadała spółka Poznańskie Autobusy S.A. Pierwsze linie autobusowe oznaczane były literami A, B itd., dopiero w 1954 roku zaczęto je oznaczać liczbami, od 51 wzwyż. Jedna linia kursowała ze Starego Rynku na Główną, a druga również ze Starego Rynku na Winiary. Wkrótce uruchomiono trzecią linię, z Placu Wolności na ul. Matejki. Pasażerów woziły cztery nowo zakupione autobusy marki Scania (każdy z nich o pojemności 25 pasażerów). 18 kwietnia 1934 otwarto pierwszą linię podmiejską, do Mosiny (funkcjonowała zaledwie dwa lata). W 1944 roku w Poznaniu pojawiły się pierwsze autobusy gazowe firmy Bussing. Podczas okupacji niemieckiej, okupant odczuwał braki paliwowe, w związku z czym wprowadził napęd gazowy. W większości zbiorniki gazowe znajdowały się na dachach autobusów. Wyjątek stanowiła linia z Garbar do Naramowic - tutaj z uwagi na niski wiadukt kolejowy (Tama Garbarska) używano doczep ze zbiornikiem gazowym. Autobusy gazowe (trzy sztuki) kursowały do końca 1945, zastępując nieodbudowane jeszcze linie tramwajowe na Dębiec i na Starołękę z ulicy Zielonej. Na ulicy tej, a także na ul. Św. Trójcy i na Starołęce znajdowały się specjalnie do tego celu wybudowane przez Niemców hydranty gazowe. Paliwa starczało tylko na podróż w jedną stronę.
Znaczny rozwój komunikacji autobusowej nastąpił w Poznaniu w latach 50. XX wieku. Linie dotarły do wielu dzielnic peryferyjnych (np. Krzyżownik, czy Starołęki Wielkiej), a także poza miasto (Swarzędz, Tarnowo Podgórne, Puszczykowo). Przyjęto też nowy tabor: najpierw Sany H-O1B, a potem Sany H-25B oraz (od połowy lat 60. XX wieku) ZiS-y 155. Dysponowano również Mavagami. Autobusy stacjonujące dotąd na ul. Zwierzynieckiej, doczekały się w 1968 nowej zajezdni na ul. Warszawskiej.
W roku 1959 w mieście pojawiły się pierwsze Jelcze 272 MEX, a w 1966 pierwsze przegubowe Jelcze AP-02 (sześć sztuk). W roku 1970 MPK Poznań dysponowało wyłącznie Jelczami i było ich wówczas 227 sztuk (jedynie autobus turystyczny był marki Karosa). Około 1975 kursowały też Jelcze z doczepami (13 sztuk PO01), najczęściej na linii łączącej Ogrody z Krzyżownikami. W 1977 do miasta dotarły pierwsze egzemplarze Jelczy PR110 (10 sztuk). W dniu otwarcia 49. Międzynarodowych Targów Poznańskich podróżowała nimi delegacja partyjno-rządowa. Od 1983 przybywały zmodernizowane Jelcze PR110M. W 1984 na stanie MPK Poznań było 155 Jelczy PR110U, 23 Jelcze PR110M i cztery Jelcze PR110IL. W latach 80. XX wieku, w miarę sprowadzania nowych Ikarusów, liczba Jelczy zaczęła spadać. W 1991 dużą ich liczbę przekazano gminom podpoznańskim w związku z likwidacją linii podmiejskich. W 1992 ostatecznie wycofano ten typ z eksploatacji, pozostawiając trzy sztuki do obsługi wycieczek i przewozów zamkniętych. W 1975 przedsiębiorstwo przewiozło autobusami 101 077 pasażerów. Rekord w tym zakresie przypadł na rok 1994 – 191 452 pasażerów. Potem przewozy spadły z uwagi na rozwój transportu indywidualnego.
W 1981 oddano do użytku zajezdnię przy ul. Kaczej na Kopaninie.
W 1991 wprowadzono linie autobusowe nocne (w miejsce zlikwidowanych tramwajowych). W latach 90. zakupiono pierwszy autobus niskopodłogowy (1995 r.) oraz wprowadzono do eksploatacji 122 niskopodłogowe autobusy marki MAN i Neoplan (począwszy od 1996 r.). W 2002 roku wprowadzono wewnętrzny system monitoringu w pojazdach. Od 2006 roku wszystkie autobusy marki Solaris zostały wyposażone w klimatyzację. Obecnie jest to 60 linii dziennych miejskich i podmiejskich oraz 21 nocnych, jak również jedna linia turystyczna obsługiwana przez zabytkowy tabor kursująca w weekendy. 31 marca 2008 r. MPK Poznań zakupiło za 1,5 mln złotych pierwszy w Polsce autobus Solaris Urbino 18 III Hybrid. Kursuje on po mieście od października 2008 r. Od 16 stycznia 2010 roku Poznań jest miastem posiadającym w 100% niskopodłogowy tabor autobusowy; wysokopodłogowe Ikarusy 280.70A z Poznania, trafiły do Częstochowy oraz Tarnowskich Gór (większość została tam zezłomowana). Z kolei w 2013 roku MPK wycofało swój jedyny średniopodłogowy autobus Ikarus 435.05D.
W 2005 MPK Poznań dysponowało 182 autobusami. W zajezdni przy ul. Pustej (Warszawskiej) stacjonowało 78 Neoplanów, 40 Ikarusów, w tym 33 typu 280, 12 Solarisów Urbino 18, 10 Solarisów Urbino 12 i 5 DAF-ów. W zajezdni przy ul. Kaczej garażowało 125 autobusów, w tym ponad 80 MAN-ów, 36 Ikarusów i 7 Jelczy. Najstarszym autobusem wykorzystywanym w służbie liniowej był DAF MB200 z 1982. Obsługiwano wówczas 77 linii, w tym 21 nocnych.
1 października 2011 roku, w związku z integracją transportu z Luboniem i częściowo z gminą Komorniki, a także w związku z ujednolicaniem numeracji linii podmiejskich, zmieniono oznaczenie linii 56 Górczyn – Luboń Żabikowo na 616, nie przydzielając poprzedniego numeru do żadnej trasy. Jednocześnie ograniczono funkcjonowanie tej linii do godzin szczytu w dni powszednie. Linię 56 uruchomiono ponownie na nowej trasie Ogrody – Krzyżowniki z dniem 1 lipca 2014 r.
W dniu 3 września 2012 r. została zlikwidowana kursująca od 1966 roku linia pospieszna A, natomiast w jej miejsce utworzono linie nr. 45 oraz 97.
28 stycznia 2013 r. zlikwidowano linię 88, a jej kursy do Moraska przejęła linia podmiejska nr 902.
1 stycznia 2015 r. likwidacji uległy linie 70 i 72 – zostały zastąpione przez nowe linie podmiejskie 320, 321 oraz 322.
W styczniu 2019 roku nastąpiła zmiana numeracji miejskich linii dziennych na trzycyfrowe w celu ujednolicenia systemu numeracji tras autobusowych. Do wcześniej obowiązującego numeru została dopisana cyfra 1 – np. linia nr 44 otrzymała oznaczenie 144, aczkolwiek przez 3 do 4 miesięcy miał być okres przejściowy, w którym na równi funkcjonowały stara i nowa numeracja linii. Wszelkie nowe linie autobusowe wprowadzone w 2018 roku posiadają oznaczenia trzycyfrowe.
W nocy z 1 na 2 marca 2021 roku zaczął obowiązywać nowy schemat przebiegu nocnej komunikacji – linie o numerach od 201 do 231 będą kursować tylko na terenie miasta Poznania, natomiast te o numerze od 250 wzwyż staną się podmiejskimi. Wraz ze zmianą numeracji linii mają powstać nowe połączenia. Przystanki autobusowe przy rondzie Kaponiera przestaną pełnić funkcję początkowo-końcowych, stając się „przelotowymi”.
Od 2024 roku nastąpi reorganizacja linii autobusowych w północnym Poznaniu. Dotyczy to także całej sieci tramwajowej.
W autobusie o numerze #1840 znajduje się tabliczka upamiętniająca Krystynę Feldman, oddaną pasażerkę poznańskiej komunikacji. Tabliczkę umieszczono na miejscu, na którym najczęściej w tym pojeździe siadała.

## Odnowa taboru

### Lata 90. XX wieku
Odnowę taboru MPK Poznań rozpoczęło w 1994 roku. Wtedy to zakupiono 19 autobusów marki Ikarus 280.70A oraz 1 sztukę autobusu marki Ikarus 435.05D, które zostały wyposażone w silniki spełniające normę spalin EURO 1. Pojazdy wyposażone były również w automatyczne skrzynie biegów.
Pierwszy autobus niskowejściowy – Jelcz M121M zadebiutował w 1995 roku.
W 1996 roku zakupiono 122 niskopodłogowe miejskie autobusy MAN i Neoplan. Pojazdy spełniały normy spalin EURO 1 i EURO 2. Pierwszy Neoplan przybył z montowni w Bolechowie 22 marca 1996.

### Lata 2000–2010
W latach 2000–2004 zakupiono łącznie 62 niskopodłogowe autobusy takich marek jak: Solaris, MAN i Jelcz. W 2006 roku zakupiono 30 autobusów przegubowych Solaris Urbino 18 III oraz 22 autobusy MAN NL263 Lion's City. Zakupione autobusy spełniały normy spalin EURO 3 oraz zostały wyposażone w klimatyzację całopojazdową.
W 2008 roku zakupiono 6 sztuk Solarisów Urbino 18 III 
wyposażonych w silniki spełniające normę spalin EURO 5 oraz autobus hybrydowy Solaris Urbino 18 III Hybrid (ten ostatni wszedł na stan 3 listopada 2008).
W 2009 roku zakupiono 5 autobusów Solaris Urbino 12 III wyposażonych w silniki EURO 5 EEV, 20 autobusów Solaris Urbino 18 III (silniki EURO 5 EEV) oraz 4 autobusy MAN NL273 Lion's City wyposażone w silniki spełniające normę spalin EURO 4.

### Lata 2010–2020
W latach 2010–2012 zakupiono 93 autobusy Solaris Urbino 12 III oraz 18 III (silniki spełniające normę spalin EURO 5 EEV), 26 sztuk autobusów Solaris Urbino 8,6 III (silniki EURO 5 EEV) i 2 minibusy Iveco Kapena 65C Urby. Wszystkie autobusy zakupiono w ramach dofinansowania z funduszy unijnych.
W 2013 roku zakupiono 25 sztuk autobusów Solaris – 23 sztuki Solarisów Urbino 12 III oraz 2 sztuki Solarisów Urbino 18 III. Autobusy te pozyskano w formie 8 letniej dzierżawy. 3 z 25 pojazdów spełniają normę spalin EURO 6. W 2016 roku tabor MPK zasiliło 20 sztuk autobusów marki Solaris z najnowszej IV generacji modelu Urbino 18.
Rok 2018 przyniósł kolejne zasilenie w postaci łącznie 37 sztuk (19 sztuk Solarisów Urbino 12 i 18 sztuk Urbino 18).
W 2020 roku do ruchu wprowadzone zostały pierwsze pojazdy o napędzie elektrycznym. Dostarczono wtedy 6 sztuk Solarisów Urbino 12 IV Electric, które zostały zakupione z pomocą projektu Narodowego Funduszu Ochrony Środowiska i Gospodarki Wodnej „System zielonych inwestycji - Część 2 - GEPARD - Bezemisyjny transport publiczny” oraz 15 sztuk Solarisów Urbino 18 IV Electric zakupionych w ramach dotacji Regionalnego Programu Operacyjnego „Korekta funkcjonowania układu komunikacyjnego w rejonie ronda Rataje”.

### Lata 2021–2030
W 2021 do Poznania dostarczono kolejne 37 pojazdów elektrycznych marki Solaris (31 sztuk Urbino 12 IV Electric i 6 sztuk Urbino 18 IV Electric) zakupionych w projekcie "Elektryfikacja wybranych linii autobusowych w Poznaniu” dofinansowanego w ramach Programu Operacyjnego Infrastruktura i Środowisko 2014-2020, oś priorytetowa VI „Rozwój niskoemisyjnego transportu zbiorowego w miastach”, działanie 6.1 „Rozwój publicznego transportu zbiorowego w miastach”. Autobusy zlokalizowane są na zajezdni przy ulicy Warszawskiej oraz Kaczej. Wysyłane często na linie 149, 175, 176, 163, 190, 169, 145, 160 (12 metrów) oraz 174, 169, 193 (wersje 18 metrowe)
W 2022 roku MPK Poznań zakupiło 5 minibusów Mercus MB Sprinter City. Służą one do obsługi linii o niskim zagęszczeniu pasażerów - tj. 121, 122, 123, 124 oraz podmiejskie 416. Pojazdy mogą przewozić do 14 osób na miejscach siedzących. 
W 2023 roku do floty przewoźnika dołączyły przegubowe autobusy Mercedes-Benz Conecto G spełniające normę emisji spalin Euro 6. Są one zlokalizowane na zajezdni przy ul. Kaczej, i często wysyłane na linie 177, 164, 727, 182, 191, 159. 
Kolejnym zakupem w 2023 roku było 25 autobusów Solaris Urbino 12 IV hydrogen. Inwestycja została dofinansowana z programu "Zielony transport publiczny", rozpisanego przez Narodowy Fundusz Ochrony Środowiska i Gospodarki Wodnej. Wszystkie z zamówionych autobusów dostarczono na zajezdnię przy ulicy Warszawskiej, gdzie znajduje się stacja tankowania wodoru wybudowana przez Orlen. Obsługują one głównie linie zlokalizowane przy Rondzie Rataje i Śródka, ale często wysyłane są w różne części miasta, niekoniecznie podlegające pod Warszawską. Linie: (152, 157, 158, 162, 166, 168, 169, 173, 178, 181, 184, 185, 188, 190, 196) 

## Spis pętli autobusowych

### Pętle autobusowe na obszarze Poznania[20]
| Nazwa pętli/miejsce                                                           | Położenie geograficzne                            |
| ----------------------------------------------------------------------------- | ------------------------------------------------- |
| BORANTA                                                                       | 52°27′24,17″N 16°57′14,88″E/52,456714 16,954133   |
| CHWALISZEWO                                                                   | 52°24′36,04″N 16°56′32,16″E/52,410011 16,942267   |
| DARZYBÓR                                                                      | 52°23′19,95″N 17°01′52,53″E/52,388875 17,031258   |
| DĘBIEC PKM                                                                    | 52°22′15,31″N 16°54′04,94″E/52,370919 16,901372   |
| DWORZEC ZACHODNI                                                              | 52°24′03,4″N 16°54′35,0″E/52,400944 16,909722     |
| FRANOWO                                                                       | 52°22′55,21″N 17°00′01,85″E/52,382003 17,000514   |
| KLENOWSKA (dawniej Giełda Ogrodnicza Franowo)                                 | 52°22′32,89″N 16°59′07,90″E/52,375803 16,985528   |
| GARBARY PKM                                                                   | 52°25′01,24″N 16°56′20,54″E/52,417011 16,939039   |
| GÓRCZYN PKM                                                                   | 52°22′56,24″N 16°52′53,56″E/52,382289 16,881544   |
| INSTYTUT TECHNOLOGICZNO-PRZYRODNICZY                                          | 52°27′22,1″N 16°51′19,8″E/52,456139 16,855500     |
| JUNIKOWO                                                                      | 52°22′59,09″N 16°50′01,05″E/52,383081 16,833625   |
| JUNIKOWO PKM                                                                  | 52°22′43,62″N 16°49′36,03″E/52,378783 16,826675   |
| KACZA (Zajezdnia autobusowa A3)                                               | 52°22′49,37″N 16°51′44,07″E/52,380381 16,862242   |
| KIEKRZ                                                                        | 52°28′24,65″N 16°46′27,85″E/52,473514 16,774403   |
| KRZYWOUSTEGO/KINEPOLIS                                                        | 52°22′27,30″N 16°58′53,61″E/52,374250 16,981558   |
| KRZESINY                                                                      | 52°20′27,84″N 16°59′15,92″E/52,341067 16,987756   |
| KRZYŻOWNIKI                                                                   | 52°26′30,36″N 16°48′26,04″E/52,441767 16,807233   |
| LITERACKA                                                                     | 52°26′49,06″N 16°52′27,79″E/52,446961 16,874386   |
| ŁAWICA                                                                        | 52°24′31,52″N 16°49′19,79″E/52,408756 16,822164   |
| MOGILEŃSKA (obok zajezdni autobusowej A-1 przy ul. Warszawskiej)              | 52°24′34,48″N 16°59′33,78″E/52,409578 16,992717   |
| MORASKO                                                                       | 52°29′21,06″N 16°54′19,54″E/52,489183 16,905428   |
| NOWE ZOO                                                                      | 52°24′03,24″N 16°59′32,36″E/52,400900 16,992322   |
| OGRODY                                                                        | 52°24′59,88″N 16°52′54,24″E/52,416633 16,881733   |
| OSIEDLE DĘBINA                                                                | 52°21′37,68″N 16°54′14,19″E/52,360467 16,903942   |
| OSIEDLE KOPERNIKA                                                             | 52°23′06,01″N 16°51′49,86″E/52,385003 16,863850   |
| OSIEDLE SOBIESKIEGO                                                           | 52°27′53,90″N 16°55′00,59″E/52,464972 16,916831   |
| POZNAŃ GŁÓWNY                                                                 | 52°24′09,69″N 16°54′42,34″E/52,402692 16,911761   |
| OSIEDLE WICHROWE WZGÓRZE                                                      | 52°26′31,78″N 16°56′26,60″E/52,442161 16,940722   |
| PIĄTKOWSKA                                                                    | 52°26′28,86″N 16°54′42,78″E/52,441350 16,911883   |
| PORT LOTNICZY ŁAWICA                                                          | 52°24′50,93″N 16°49′41,42″E/52,414147 16,828172   |
| PSARSKIE                                                                      | 52°28′15,47″N 16°48′06,34″E/52,470964 16,801761   |
| PUSZKINA                                                                      | 52°27′10,01″N 16°51′54,37″E/52,452781 16,865103   |
| RADOJEWO                                                                      | 52°29′53,32″N 16°56′45,75″E/52,498144 16,946042   |
| RONDO RATAJE (dawniej Rataje Dworzec)                                         | 52°23′47,50″N 16°56′59,27″E/52,396528 16,949797   |
| ROBOCZA                                                                       | 52°23′16,76″N 16°54′40,92″E/52,387989 16,911367   |
| RONDO KAPONIERA                                                               | 52°24′28,12″N 16°54′39,92″E/52,407811 16,911089   |
| RONDO KAPONIERA (Zeylanda – Zwierzyniecka – Roosevelta – Bukowska, d. Bałtyk) | 52°24′25,11″N 16°54′43,39″E/52,406975 16,912053   |
| RONDO RATAJE                                                                  | 52°23′47,50″N 16°56′59,27″E/52,396528 16,949797   |
| RONDO ŚRÓDKA                                                                  | 52°24′34,204″N 16°57′17,773″E/52,409501 16,954937 |
| RUDNICZE                                                                      | 52°22′33,97″N 16°50′38,77″E/52,376103 16,844103   |
| SAFONY                                                                        | 52°26′40,1″N 16°52′52,8″E/52,444472 16,881333     |
| SPŁAWIE                                                                       | 52°21′04,80″N 17°01′22,89″E/52,351333 17,023025   |
| STAROŁĘKA (dawniej Forteczna)                                                 | 52°22′07,51″N 16°56′00,09″E/52,368753 16,933358   |
| STAROŁĘKA                                                                     | 52°21′58,54″N 16°55′47,67″E/52,366261 16,929908   |
| STARY STRZESZYN (dawniej Strzeszyn)                                           | 52°27′06,5″N 16°50′56,4″E/52,451806 16,849000     |
| STRZESZYN PKM (dawniej PODOLANY)                                              | 52°27′40,37″N 16°51′58,77″E/52,461214 16,866325   |
| SYPNIEWO                                                                      | 52°18′28,7″N 16°58′56,7″E/52,307972 16,982417     |
| SZWAJCARSKA CENTRUM HANDLOWE                                                  | 52°23′04,28″N 16°59′49,07″E/52,384522 16,996964   |
| SZWAJCARSKA SZPITAL                                                           | 52°23′23,55″N 16°59′37,63″E/52,389875 16,993786   |
| SZARYCH SZEREGÓW                                                              | 52°27′35,9″N 16°52′55,9″E/52,459972 16,882194     |
| SYCOWSKA CENTRUM HANDLOWE                                                     | 52°21′18,15″N 16°50′17,91″E/52,355042 16,838308   |
| TERMY MALTAŃSKIE                                                              | 52°24′19,5″N 16°58′36,1″E/52,405417 16,976694     |
| UAM OSIEDLE RÓŻANY POTOK (dawniej OSIEDLE RÓŻANY POTOK)                       | 52°27′59,29″N 16°56′32,07″E/52,466469 16,942242   |
| UAM WYDZIAŁ FIZYKI (dawniej KAMPUS UAM MORASKO)                               | 52°27′57,2″N 16°55′40,0″E/52,465889 16,927778     |
| WICHROWA                                                                      | 52°25′54,1″N 16°48′33,3″E/52,431694 16,809250     |
| WRZOSKA SZPITALE (dawniej DOJAZD SZPITAL)                                     | 52°26′16,2″N 16°54′15,7″E/52,437833 16,904361     |
| ZIELINIEC                                                                     | 52°24′53,8″N 17°02′41,1″E/52,414944 17,044750     |

### Pętle autobusowe używane okazyjnie na obszarze Poznania
| Nazwa pętli/miejsce | Współrzędne                                     | Uwagi                                                                                   |
| ------------------- | ----------------------------------------------- | --------------------------------------------------------------------------------------- |
| AWF                 | 52°24′03,71″N 16°56′13,77″E/52,401031 16,937158 | przystanek na ul. Kazimierza Wielkiego                                                  |
| CENTRUM HANDLOWE M1 | 52°22′56″N 16°59′28″E/52,382210 16,991010       | - po stronie Ikei - dawniej CENTRUM HANDLOWE M1 TERMINAL II                             |
| ŁUŻYCKA             | 52°27′07,91″N 16°56′03,93″E/52,452197 16,934425 | dawniej OSIEDLE ŁOKIETKA                                                                |
| ŁYSOGÓRSKA          | 52°20′38″N 16°56′25″E/52,344000 16,940210       | dawniej Marlewo                                                                         |
| NOWA WIEŚ POZNAŃSKA | 52°23′53″N 17°02′41″E/52,398090 17,044850       | zlokalizowana przy granicy Poznania i Swarzędza                                         |
| PLAC BERNARDYŃSKI   | 52°24′14,60″N 16°56′13,16″E/52,404056 16,936989 | pętla uliczna: Garbary – Kazimierza Wielkiego – Mostowa – Dowbora-Muśnickiego – Garbary |
| SANDOMIERSKA        | 52°21′07,25″N 16°57′24,54″E/52,352014 16,956817 | dawniej GARASZEWO                                                                       |

### Pętle autobusowe zlikwidowane na obszarze Poznania
| Nazwa pętli/miejsce      | Współrzędne geograficzne                        | Uwagi                                                                                              |
| ------------------------ | ----------------------------------------------- | -------------------------------------------------------------------------------------------------- |
| KRESOWA                  | 52°28′05″N 16°56′52″E/52,467960 16,947730       | do końca lat 80. w sąsiedztwie pętli biegła granica miasta                                         |
| OSIEDLE ARMII KRAJOWEJ   | 52°22′58″N 16°57′10″E/52,382830 16,952710       | - dawniej Osiedle Manifestu Lipcowego - pętla uliczna: Krucza – Wyzwolenia – Pawia – Orla – Krucza |
| OSIEDLE ORŁA BIAŁEGO     | 52°22′34,04″N 16°57′59,82″E/52,376122 16,966617 | |
| OSIEDLE RUSA             | 52°23′14,12″N 16°59′26,80″E/52,387256 16,990778 | |
| OSIEDLE STEFANA BATOREGO | 52°27′33″N 16°55′37″E/52,459120 16,927050       | |
| ŚWIĄTNICZKI              | 52°20′10″N 17°00′39″E/52,335980 17,010810       | |

### Pętle autobusowe poza obszarem Poznania[20]
| Nazwa pętli lub miejsce        | Położenie geograficzne                          | Uwagi                                                                                            |
| ------------------------------ | ----------------------------------------------- | ------------------------------------------------------------------------------------------------ |
| BIEDRUSKO/PARK                 | 52°32′42,72″N 16°56′55,00″E/52,545200 16,948610 |                                                                                                  |
| BOGUCIN/PĘTLA                  | 52°25′55,92″N 17°01′09,59″E/52,432200 17,019330 | Pętla wykorzystywana jako przystanek                                                             |
| JANIKOWO/OGRODNICZA            | 52°26′36,60″N 17°01′56,71″E/52,443500 17,032420 | Wyznaczone kursy                                                                                 |
| KOZIEGŁOWY/ZAKŁADY DROBIARSKIE | 52°26′29,11″N 17°00′00,86″E/52,441420 17,000240 | Dawna nazwa pętli to Koziegłowy Korvita                                                          |
| KOZIEGŁOWY/OSIEDLE LEŚNE       | 52°27′08,57″N 16°59′29,26″E/52,452380 16,991460 |                                                                                                  |
| CZERWONAK/CMENTARZ             | 52°27′29,34″N 16°59′44,30″E/52,458150 16,995640 |                                                                                                  |
| KICIN/PĘTLA                    | 52°27′55,91″N 17°01′14,09″E/52,465530 17,020580 |                                                                                                  |
| LUBOŃ/ŻABIKOWO                 | 52°20′42,00″N 16°51′15,88″E/52,345000 16,854410 |                                                                                                  |
| ŁĘCZYCA/DWORCOWA               | 52°19′15,89″N 16°53′08,02″E/52,321080 16,885560 |                                                                                                  |
| LUBOŃ/KRĘTA                    | 52°19′13,44″N 16°52′49,94″E/52,320400 16,880540 | Pętla wykorzystywana jako przystanek, postój tam mają tylko wyznaczone kursy linii nocnej nr 215 |
| SWARZĘDZ/OSIEDLE RACZYŃSKIEGO  | 52°23′56,98″N 17°03′53,06″E/52,399160 17,064740 | Pętla wykorzystywana jako przystanek                                                             |
| ŻERNIKI/WIEŚ                   | 52°19′56,60″N 17°03′27,00″E/52,332390 17,057500 | Jeden kurs w dni robocze z Franowa                                                               |
| KAMIONKI PĘTLA                 | 52°17′10,2″N 16°59′40,5″E/52,286167 16,994583   | *pętla wykorzystana jako przystanek                                                              |

## Zajezdnie autobusowe

### Eksploatowane
- WA1, ul. Warszawska, nr autobusów: 1501-1999, tabor: IVECO 4010, Kapena, Solaris (wszystkie modele), linie: 146, 148, 152, 154, 157, 159, 160, 162, 163, 166, 167, 168, 171, 173, 174, 176, 177, 178, 181, 182, 183, 184, 185, 188, 189, 190, 191, 194, 196, 198, 211, 212, 213, 214, 215, 216, 218, 220, 221, 222, 223, 224, 226, 227, 322,  348, 416, 425, 911.
- WA2, ul. Kacza na Kopaninie (Junikowo), nr autobusów: 1001-1493, tabor: IVECO 4010, Kapena, MAN (wszystkie modele), Solaris (wszystkie modele), linie: 121, 145, 146, 148, 149, 156, 158, 159, 163, 164, 168, 169, 170, 171, 175, 176, 177, 179, 180, 182, 186, 190, 191, 193, 212, 213, 214, 215, 216, 219, 222, 223, 224, 226, 727.

### Zlikwidowane
- Zajezdnia przy ulicy Zwierzynieckiej na Jeżycach
- Zajezdnia przy ulicy Świętojańskiej na Komandorii
- Zajezdnia przy ulicy Polskiej
- Zajezdnia przy ulicy Fortecznej na Starołęce
- Zajezdnia przy ulicy Darzyborskiej na Darzyborze